# Castelbello-Ciardes
Kastelbell-Tschars tiếng Ý: Castelbello-Ciardes) là một đô thị ở tỉnh Bolzano-Bozen trong vùng Trentino-Alto Adige/Südtirol của Ý, có vị trí cách khoảng 70 km về phía bắc của Trento và khoảng 40 km về phía tây bắc của Bolzano. Tại thời điểm ngày 31 tháng 12 năm 2004, đô thị này có dân số 2.341 người và diện tích là 53,9 km².
Kastelbell-Tschars giáp các đô thị: Latsch, Naturns, Schnals và Ulten.